# Streblote
Streblote é um gênero de mariposa pertencente à família Lasiocampidae.